# Radiotelevizija Srbije
Radiotelevizija Srbije (skrać. RTS) je nacionalna medijska kuća u Srbiji, osnovana 1. siječnja 1992. godine. Tada se sastojala od Radiotelevizije Beograd, Radiotelevizije Novi Sad i Radiotelevizije Priština. Ponovnim uvođenjem pretplate, koja je ukinuta 2001. godine, i oslobađanjem od budžetskog financiranja, stvaraju se ključni uvjeti za njenu transformaciju. Danas je RTS punopravan član Europske radiodifuzne unije (European Broadcasting Union).

## Televizijski kanali
Radiotelevizija Srbije danas obuhvaća pet stalnih kanala:
- RTS1 - Najstariji televizijski kanal u Srbiji koji je svoje emitiranje započeo 23. kolovoza 1958. godine. Dostupan je besplatno putem nacionalne mreže i trenutno je jedan je od najgledanijih televizijskih kanala u zemlji.

- RTS2 - Prvi televizijski kanal u Srbiji koji se emitira u boji, a započeo je s emitiranje 31. prosinca 1971. godine. Besplatno se emitira putem nacionalne mreže. Prvenstveno je program fokusiran na edukativan i sportski program, televizijske serije i filmove, kao i prijenos parlamentarnih zasjedanja Skupštine Srbije.
- RTS3 - Prvi digitalni televizijski kanal koji je emitiranje započeo 25. studenog 2008. godine kao RTS Digital. Treći program prikazuje kulturni-obrazovni program kao i glazbeni program te brojne baletne predstave.
- RTS HD - Prvi HD televizijski kanal u Srbiji. S emitiranjem je započeo 9. rujna 2009. godine te je dostupan putem kabelskih operatera i satelita.
- RTS SVET (ranije RTS SAT(ELIT)) - Televizijski program koji je emitiranje započeo 14. svibnja 1991. godine kao satelitski program iz Srbije dijaspori u svijetu. Na RTS Sat prikazuju se najpopularniji sadržaji koji su se emitirali na RTS1, RTS2 i RTS3. Program je moguće pratiti u Australiji, Europi, Sjevernom Americi te Rusiji, Bjelorusiji, Kazahstanu i Armeniji.

## Radijski kanali
Radio Beograd nastoji stvoriti visoko kvalitetne programe, bez uskih komercijalnih interesa i političke pristranosti. To je širok spektar ponuda koji bi trebao zadovoljiti potrebe svih građana na području informiranja, obrazovanja i zabave te promicanja javnih vrijednosti.
- Beograd 1
- Beograd 2
- Beograd 3P
- Beograd 202
- Stereomama (emitirano vikendom, a ne emitirano u Beogradu)

## Povijest

### Direktori RTS-a
- 1955. – 1959.: Mirko Tepavac
- 1959. – 1962.: Dušan Popović
- 1962. – 1972.: Zdravko Vuković
- 1972. – 1985.: Milan Vukos
- 1985. – 1988.: Ratomir Vico
- 1989. – 1991.: Dušan Mitević
- 1991. – 1991.: Ratomir Vico
- 1992. – 1992.: Dobrosav Bjeletić
- 1992. – 1995.: Milorad Vučelić
- 1995. – 2000.: Dragoljub Milanović
- 2000. – 2001.: Nenad Ristić
- 2001. – 2004.: Aleksandar Crkvenjakov
- 2004. – 2013.: Aleksandar Tijanić
- 2013. – 2015.: Nikola Mirkov
- 2015. - danas: Dragan Bujošević

## Vanjske poveznice
- Službena stranica